# 艾斯克蓋勒山
47°5′59″N 12°39′23″E / 47.09972°N 12.65639°E

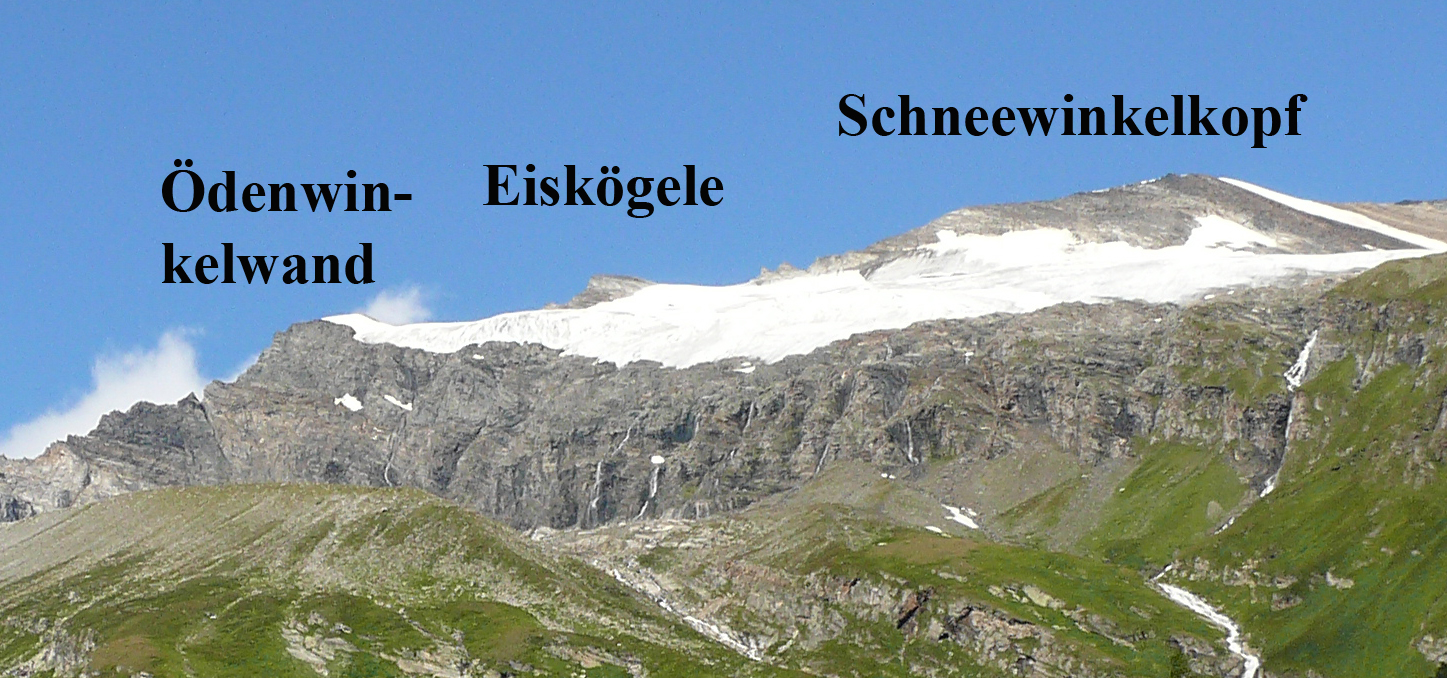

艾斯克蓋勒山（德語：Eiskögele），是奧地利的山峰，位於該國中部，處於克恩頓州、薩爾茨堡州和蒂羅爾州接壤的邊界，屬於格洛克納山脈的一部分，距離施內溫克爾山0.3公里，海拔高度3,423米。